# Dull Knife
Dull Knife ("ganivet despuntat") amb què és conegut Vóóhéhéve ó Tamílapéšni (1810- 1883). Cabdill dels xeienes del Nord, el 1865 s'alià amb el cabdill oglala Red Cloud i atacà als soldats al North Platte. El 1866 signà el Tractat de Fort Laramie, però com que els blancs no el compliren, continuà la lluita fins al 1876, quan anaren a la reserva de Red Cloud al riu Tongue. El 1875 lluità contra els xoixons i el 1879 intentà lluitar altre cop, però va perdre una tercera part dels efectius. Fou traslladat a la reserva Rosebud, on va morir.